# سوق العمارة
سوق العمارة هو أحد أسوق مدينة دمشق في حي العمارة البرانية، خارج باب الفراديس، تنسب تسميته إلى عمارة الأخنئاني، وقع فيه حريق سنة 880هـ.